# Robotic Empire
Robotic Empire es un sello discográfico estadounidense creado en Richmond, Virginia. Este sello se especializa en hardcore punk, screamo, metalcore, y rock alternativo. Robotic Empire fue originalmente conocido como Robodog, editando sus primeros 14 álbumes bajo este nombre.
Entre las bandas que han compuesto música en este sello cabe mencionar a Circle Takes the Square, City of Caterpillar, Isis, Hot Cross, Pg.99 y The Red Chord.

## Bandas
A continuación una lista de bandas que ha creado música bajo este sello discográfico:
| - The Abandoned Hearts Club - A Days Refrain - Agoraphobic Nosebleed - Alien Crucifixion - A Life Once Lost - Benumb - Capsule - Cave In - The Catalyst - Circle of Dead Children - Circle Takes the Square - Creation Is Crucifixion - Crestfallen - Crowpath - Cursive - Daughters - Daybreak - Dikfore - Ed Gein - Enkephalin - Employer Employee - Excitebike - Garudá | - The Ghastly City Sleep - Gnob - Grails - Gregor Samsa - Hassan I Sabbah - Hot Cross - House of Low Culture - Isis - Joshua Fit For Battle - Kayo Dot - Kungfu Rick - Majority Rule - Magrudergrind - Malady - Mannequin - Matamoros - The Minor Times - Municipal Waste - Neil Perry - Nemo - The Now - Opeth - pg.99 - Pig Destroyer - Pilgrim Fetus - Pink Razors | - Pygmy Lush - Reactor No. 7 - The Red Chord - Red Sparowes - Riddle of Steel - The Sacrifice Poles - Sea of Thousand - Shitstorm - Snapcock - Stop It!! - Superstitions of the Sky - Torche - Transistor Transistor - Tyranny of Shaw - The Ultimate Warriors - Ultra Dolphins - This Day Forward - Verse En Coma - Versoma - Wadge - Windmills By The Ocean |